# يزيك ميلر
يزيك تشيزاري ميلر (بالبولندية: Leszek Cezary Miller)‏ (و. 1946 – م) هو سياسي، من بولندا، هو عضوٌ في حزب العمال البولندي الموحد.

## مناصب
تولى منصب رئيس مجلس وزراء بولندا (19 أكتوبر 2001–2 مايو 2004)، وعضو سيم ‏.

## جوائز
حصل على جوائز منها:
- نيشان صليب تيرا ماريانا من المرتبة الأولى (2002)
- وسام الإبتسامة.

## روابط خارجية
- يزيك ميلر على موقع مونزينجر (الألمانية)